# Чарноти (Седлецький повіт)
Чарноти (пол. Czarnoty) — село в Польщі, у гміні Папротня Седлецького повіту Мазовецького воєводства.
Населення — 147 осіб (2011).
У 1975-1998 роках село належало до Седлецького воєводства.

## Демографія
Демографічна структура станом на 31 березня 2011 року:
|          | Загалом | Допрацездатний вік | Працездатний вік | Постпрацездатний вік |
| -------- | ------- | ------------------ | ---------------- | -------------------- |
| Чоловіки | 75      | 15                 | 45               | 15                   |
| Жінки    | 72      | 13                 | 36               | 23                   |
| Разом    | 147     | 28                 | 81               | 38                   |